# M47 Patton
35°19′39″ пн. ш. 33°08′28″ сх. д. / 35.3275° пн. ш. 33.14111111° сх. д.

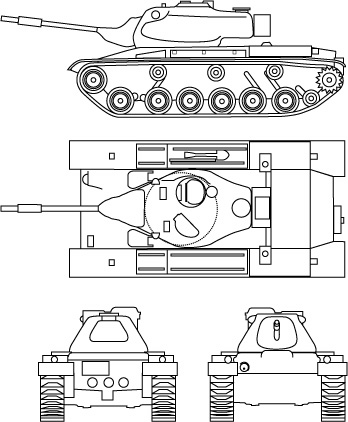
M47

M47 «Генерал Паттон II» (M47 General Patton II; Patton II) — модернізований варіант першого покоління танка М46, що випускався в США з червня 1951 (виробники — Detroit Tank Arsenal і American Locomotive Co).
На танку M47 були збільшені кути нахилу лобових листів корпусу, встановлені інфрачервоні прилади спостереження та обігрівач для екіпажу. Лита башта нової, поліпшеної конструкції була оснащена модернізованою, більш потужною 90-мм гарматою M36 з початковою швидкістю снаряда понад 900 м/с.
Танки М47 перебували на озброєнні армій США, Австрії, Бельгії, Йорданії, Іспанії, Італії, Туреччини, Франції, ФРН та Японії.

## На озброєнні
- Йорданія — придбано 49
- Сомалі
- Хорватія — близько 20 отримано після 1992 року, 16 залишалося на озброєнні до 1996 року, щонайменше 1 перебував на озброєнні у 2011 році[1].

### Зняті з озброєння

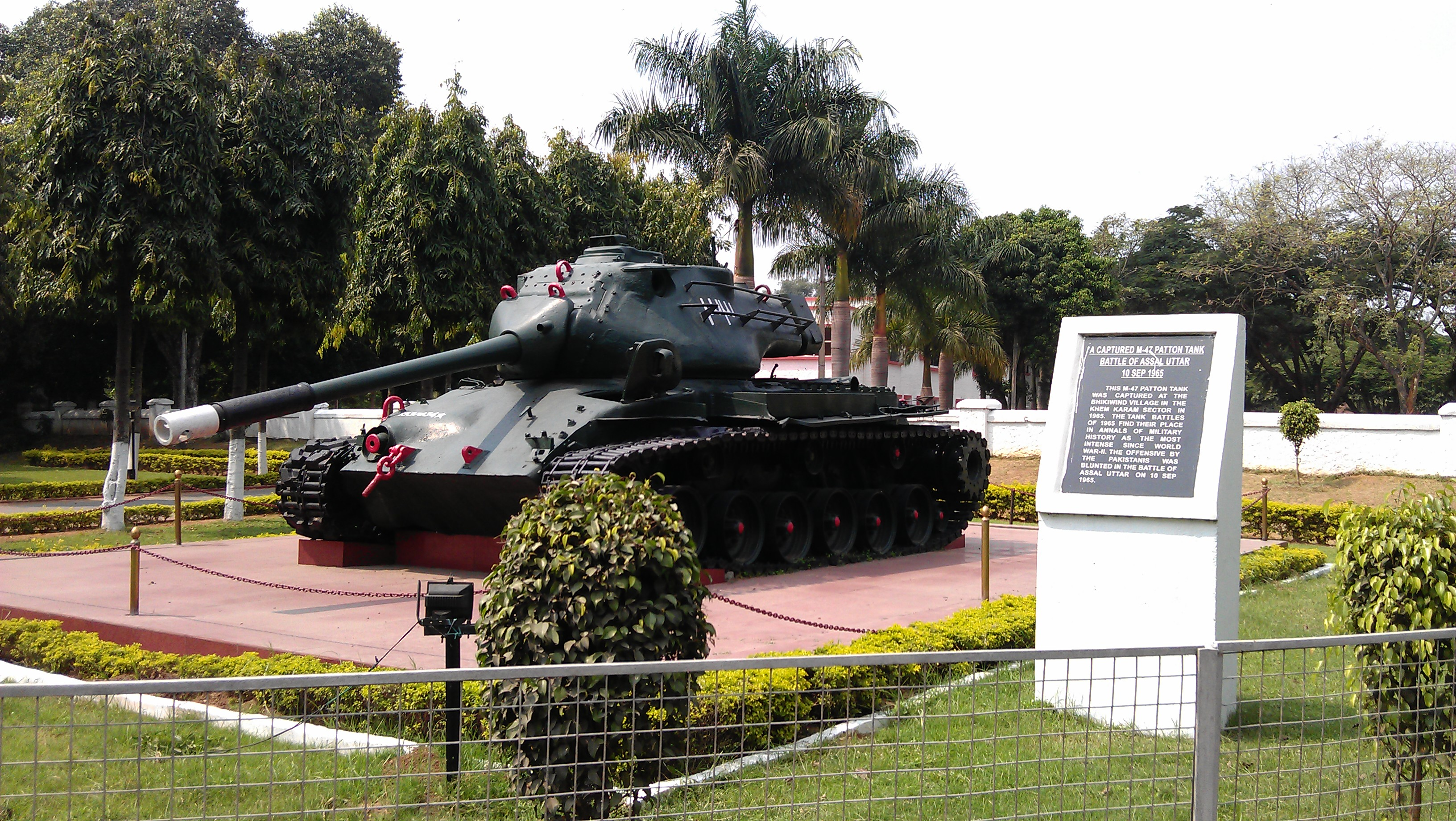
Трофейний пакістанський M47 у військовому музеї в Індії

- Австрія — було 147, зняті з озброєння;
- Бельгія — було 784, зняті з озброєння;
- Греція
- Ірак — всі знищені або списані;
- Іран — 168 (включно із M48);
- Іспанія — всього отримано 389;
- Італія — випускалися за ліцензією концерном OTO Melara;
- Кіпр — один (трофейний) екземпляр, стояв на озброєнні з 1974 до 1993 року;
- Нідерланди
- Пакистан
- Португалія
- Саудівська Аравія
- Сполучені Штати
- Туреччина — було 1347 танків, отриманих за програмами військової допомоги із США і ФРН, були зняті із озброєння, використовувалися в якості мішені для наземних стрільб і атак з повітря, потім були відправлені на металобрухт. Один танк перетворили на пам'ятник, ще один знаходиться в музеї;
- Франція
- ФРН — у 1956 році M47 поступив на озброєння бундесверу, у кінці 1965 року почалася заміна цього танку на танки інших типів;[2]
- Чилі — використовувався під час подій 1973 року;
- Югославія — 319 було отримано в 1951—1958 рр. за програмою військової допомоги зі США;[3]
- Південна Корея — всього поставлено 531 танка, списані у 2006—2007 рр.
- Японія — 1 танк був придбаний для вивчення.